# Leptogaster trifasciata
Leptogaster trifasciata är en tvåvingeart som beskrevs av de Meijere 1914. Leptogaster trifasciata ingår i släktet Leptogaster och familjen rovflugor. Inga underarter finns listade i Catalogue of Life.